# A Modern Twain Story: The Prince and the Pauper
A Modern Twain Story: The Prince and the Pauper (La Historia Moderna de Twain: El Príncipe y el Mendigo) es una película del 2007, dirigida por James Quattrochi, con los actores gemelos Sprouse. La película está basada en el cuento de Mark Twain, El Príncipe y el Mendigo. Fue presentada en Temecula, California, antes de ser lanzada en DVD. 

La película solo se ha visto por televisión en Disney Channel Australia, en Disney Channel Latinoamérica y en Disney Channel España esta película en Disney Channel Latinoamérica se emitió el 31 de enero de 2009, en el mismo día hubo una maratón de Zack y Cody: Gemelos a bordo (The Suite Life On Deck)

## Reparto
| Actor           | Personaje      |
| --------------- | -------------- |
| Cole Sprouse    | Eddie Tudor    |
| Dylan Sprouse   | Tom Canty      |
| Kay Panabaker   | Elizabeth      |
| Vincent Spano   | Miles          |
| Dedee Pfeiffer  | Harlin         |
| Ed Lauter       | Pop            |
| Sally Kellerman | Jerry          |
| Nick Vallelonga | Director       |
| Paul Sloan      | Dante, el D.P. |
| Avrielle Corti  | Sandy          |
| Gwen McGee      | Principal      |

## Doblaje
| Personaje      | México            |
| -------------- | ----------------- |
| Eddie Tudor    | Memo Aponte Jr.   |
| Tom Canty      | Manuel Díaz       |
| Elizabeth      | Alondra Hidalgo   |
| Miles          | Mario Filio       |
| Harlin         | Lourdes Morán     |
| Pop            | Carlos Becerril   |
| Jerry          | Magda Giner       |
| Director       | Arturo Mercado    |
| Dante, el D.P. |                   |
| Sandy          | Monserrat Mendoza |
| Principal      |                   |

## Banda sonora
| Pista | Título              | Intérprete |
| ----- | ------------------- | ---------- |
| 1     | So Good So Strange  |            |
| 2     | Life Is Good        | Junk       |
| 3     | Beautiful Way       |            |
| 4     | Here I Go Again     |            |
| 5     | Walking on Sunshine |            |